# Patrick Stevens (atleta)
Patrick Stevens (Bélgica, 31 de enero de 1968) es un atleta belga retirado especializado en la prueba de 200 m, en la que ha conseguido ser medallista de bronce europeo en 1994.

## Carrera deportiva
En el Campeonato Europeo de Atletismo de 1994 ganó la medalla de bronce en los 200 metros, llegando a meta en un tiempo de 20.68 segundos, tras el noruego Geir Moen (oro con 20.30 segundos) y el ucraniano Vladislav Dologodin (plata con 20.47 segundos).